# Michális Kamperídis
Michális Kamperídis (grec moderne : Μιχάλης Καμπερίδης), né le 24 avril 1994, à Athènes, en Grèce, est un joueur grec de basket-ball. Il évolue au poste d'ailier fort.